# Rivière Métawishish
La rivière Métawishish est un affluent de la rivière Témiscamie, coulant dans la municipalité de Eeyou Istchee Baie-James, dans la région administrative du Nord-du-Québec, au Québec, au Canada. Le cours de la rivière traverse successivement les cantons de Morisset, de Saint-Pierre, de Saint-Simon, de Péré, de Guyon et de Mcouat.
La partie inférieure de la vallée de la rivière Métawishish est desservie par quelques routes forestières secondaires qui se connectent une route forestière principale route 167 venant de Chibougamau en passant à l'est du lac Mistassini.
La surface de la rivière Métawishish est habituellement gelée de la fin octobre au début mai, toutefois la circulation sécuritaire sur la glace se fait généralement de la mi-novembre à la fin d'avril.

## Géographie
Les bassins versants voisins de la rivière Métawishish sont :
- côté nord : lac Albanel, lac Mistassini, ruisseau Richmond ;
- côté est : lac Linne, lac Clérac, lac Budemont, lac Claverie, lac Beauregard ;
- côté sud : lac File Axe, rivière à la Perche (lac Mistassini), rivière du Chef, lac Duberger ;
- côté ouest : baie Cabistachouane, baie Abatagouche, baie du Poste (lac Mistassini), rivière Pipounichouane, lac Mistassini.

La rivière Métawishish prend sa source d'un petit lac non identifié (longueur de 0,4 km ; altitude de 472 m), situé en zone bassins versants du lac Mistassini.
Ce lac de tête de la rivière Métawishish est située presque à la limite des deux régions administratives, soit à :
- 22,5 km au sud-est de la rive sud-est du lac Albanel ;
- 5,1 km à l'est d'un sommet (altitude : 609 m) de montagne ;
- 40,2 km au sud de l'embouchure de la rivière Métawishish ;
- 30,2 km au sud-est de l'embouchure du lac Mistassini ;
- 66,7 km au nord-est du centre du village de Mistissini ;
- 130 km au nord-est du centre-ville de Chibougamau[2].

À partir du lac de tête, le courant de la rivière Métawishish coule sur environ 75 km, entièrement en zone forestière en longeant (du côté Ouest) la limite des deux régions administratives, selon les segments suivants :
- 12,1 km vers le nord en traversant plusieurs petits plans d'eau formé par l'élargissement de la rivière, jusqu'à la rive sud du lac Grenier ;
- 4,0 km vers le nord en traversant le lac Grenier (altitude : 438 m) sur sa pleine longueur, jusqu'à son embouchure ;
- 9,4 km vers le nord, puis le nord-ouest, jusqu'à la décharge (venant du nord) d'un lac non identifié ;
- 18,4 km vers le nord, en formant une grande courbe vers le Sud, puis en formant une autre courbe vers l'est, jusqu'à la limite du canton de Saint-Lusson ;
- 7,7 km vers l'ouest en formant d'abord un crochet de 2,5 km vers du nord-est et en traversant des zones de fondrière à ligaments, jusqu'à la limite du canton ;
- 1,8 km vers l'ouest en formant une boucle vers le sud-ouest, jusqu'à revenir à la limite des cantons ;
- 2,9 km vers le nord-ouest, jusqu'à l'embouchure de la rivière[2].

L'embouchure de la rivière Métawishish est située à :
- 3,5 km au sud-est de l'embouchure de la rivière Témiscamie ;
- 19,9 km au sud-ouest de l'embouchure de la rivière Métawishish ;
- 42,4 km à l'est de l'embouchure du lac Mistassini ;
- 82 km au nord-est du centre du village de Mistissini (municipalité de village cri) ;
- 147,8 km au nord-est du centre-ville de Chibougamau ;
- 161,8 km à l'est de l'embouchure du lac Mesgouez lequel est traversé par la rivière Rupert ;
- 401,2 km à l'est de la confluence de la rivière Rupert et de la baie de Rupert[2].

À partir de l'embouchure de la rivière Métawishish, le courant coule sur 2,9 km en suivant le cours de la rivière Témiscamie, jusqu'à son embouchure. La rivière Témiscamie se déverse au fond de la baie de la Témiscamie située au milieu de la rive sud-est du lac Albanel ; cette baie est bordée à l'ouest par la presqu'île de Chébamonkoue.
De là, le courant coule vers le nord-ouest en traversant le lac Albanel, puis traverse la passe entre la péninsule Du Dauphin et la péninsule du Fort-Dorval (côté Sud-Ouest), jusqu'à la rive est du lac Mistassini. De là, le courant traverse vers l'ouest le lac Mistassini sur 47,6 km, jusqu'à son embouchure. Finalement, le courant emprunte le cours de la rivière Rupert, jusqu'à la baie de Rupert.

## Toponymie
Le toponyme « rivière Métawishish » évoque l'œuvre de vie d'Adrien Métawishish, né à L'Islet en 1896 et mort en 1971. Soldat en Europe lors de la Première Guerre mondiale, il deviendra arpenteur en 1921. Après quelques années au service de la Brown Corporation, il s'associera à un bureau d'arpenteurs. Jusqu'en 1945, il effectuera des voyages d'exploration dans la région du lac Mistassini. En 1960, la maladie le force à abandonner toute activité professionnelle. Pour les Cris, ce cours d'eau se dénomme Kaapiisteuchuwau Siipii, « rivière qui écume ».
Le toponyme « rivière Métawishish » a été officialisé le 5 décembre 1968 à la Banque des noms de lieux de la Commission de toponymie du Québec, soit à la création de cette commission.